# Ciubanca, Cluj
Ciubanca (în maghiară Alsocsobanka) este un sat în comuna Recea-Cristur din județul Cluj, Transilvania, România.

## Bibliografie

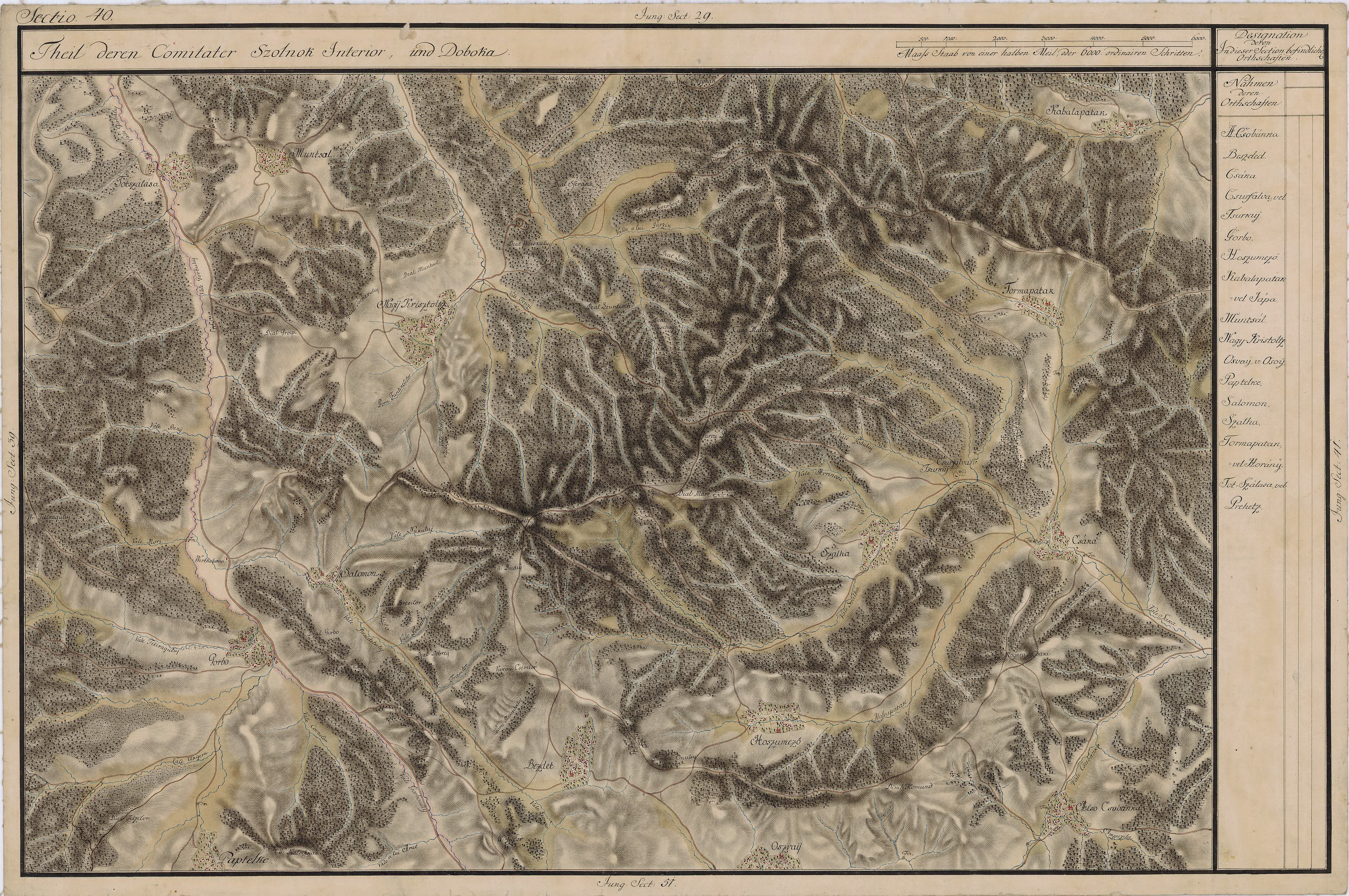
Ciubanca în Harta Iosefină a Transilvaniei, 1769-1773